# Narcissus × magnenii
Narcissus × magnenii là một loài thực vật có hoa lai ghép trong họ Amaryllidaceae. Loài này được Rouy mô tả khoa học đầu tiên năm 1891.